# 7-OH-DPAT
El 7-OH-DPAT ((+)7-hidroxi-N,N-di-n-[3H]propil-2-aminotetralina) es un compuesto químico sintético que actúa como agonista del receptor de dopamina con razonable selectividad por el subtipo de receptor D3, y baja afinidad por los receptores de serotonina, a diferencia de su isómero estructural 8-OH- DPAT que resulta altamente selectivo por estos receptores.

## Relación con cocaína
El 7-OH-DPAT se autoadministra en varios modelos animales y se usa para estudiar la adicción a la cocaína. El uso del 7-OH-DPAT ha demostrado la gran prevalencia de receptores D3 en el cerebro y altamente localizados en el sector ventromedial del cuerpo estriado. El 7-OH-DPAT ha sido usado para demostrar una elevación de hasta tres veces en el número de sitios de unión por el receptor D3 en sectores específicos del cuerpo estriado y la sustancia negra en víctimas de sobredosis de cocaína en comparación con personas de la misma edad libres de drogas.

## Enfermedad de Parkinson
El compuesto es también usado en el laboratorio para evaluar la ocupación in vivo sobre receptores de dopamina D3 en comparación a varios antipsicóticos. Se ha usado también como radioligando en estudios de la enfermedad de Parkinson por el rol de los receptores de dopamina en esta enfermedad.
Existen evidencias que el 7-OH-DPAT se une a células mononucleares periféricas humanas en un sitio de unión de una sola clase y con alta afinidad.